# 1988年カルガリーオリンピックのノルウェー選手団
1988年カルガリーオリンピックのノルウェー選手団（1988ねんカルガリーオリンピックのノルウェーせんしゅだん）は、1988年2月13日から2月28日までカナダのカルガリーで開催された1988年カルガリーオリンピックのノルウェー選手団、およびその競技結果。

## 概要
今大会は金メダルはなく、銀メダル3個、銅メダル2個の計5個のメダルに留まった。ノルウェー選手団が冬季オリンピックで金メダル無しに終わったのは初めてのことだった。

## メダル
| メダル | 選手名 | 競技                   | 種目               |
| ------ | --- | ---------------------- | ------------------ |
| 銀     | ポール＝グンナル・ミッケルスプラス                                                                                      | クロスカントリースキー | 男子15kmクラシカル |
| 銀     | トルーデ・ディベンダール マリット・ヴォルド アンネ・ヤーレン マリアンネ・ダールモ                                       | クロスカントリースキー | 女子4×5kmリレー    |
| 銀     | エリック・ヨーンセン | スキージャンプ         | 男子90m級          |
| 銅     | ベガール・ウルバン | クロスカントリースキー | 男子30kmクラシカル |
| 銅     | オーレ・クリスチャン・エイドハンメル ヨン・インゲ・キョールム オーレ・グンナル・フィディエステール エリック・ヨーンセン | スキージャンプ         | 男子団体           |